# Trouble in Paradise (1932)
Trouble in Paradise is een Amerikaanse romantische komedie uit 1932 onder regie van Ernst Lubitsch. De film is gebaseerd op het Hongaars toneelstuk A Becsuletes Megtalalo van László Aladár uit 1931. Destijds werd hij in Nederland uitgebracht onder de titels De zakkenrollersfirma Adam en Eva en De firma Adam en Eva.

## Verhaal
De internationaal bekende dief Gaston Monescu doet zich voor als baron om op een bal in Venetië toe te slaan. Op dat bal ontmoet hij Lily, een zakkenroller die zich voordoet als een gravin. Aanvankelijk weten ze van elkaar niet wie ze zijn, maar hij heeft al gauw door dat ze niet de vrouw is die ze beweert te zijn. Als ze achter elkaars identiteit komen voelen ze zich onmiddellijk tot elkaar aangetrokken. Een jaar later zijn ze nog steeds een gelukkig koppel dat samenwerkt om de portemonnee van Mariette Colet te stelen, een rijke en goedaardige weduwe en de eigenares van een parfumerie in Parijs.
Gaston ziet een kans om uiteindelijk een veel groter bedrag van Mariette te veroveren door, onder het pseudoniem Monsieur LuValle, de portemonnee terug te brengen en haar vertrouwen voor zich te winnen. Het plan blijkt te werken en het duurt niet lang voordat de naïeve weduwe hem aanneemt als haar secretaris. Terwijl hij een plan beraamt om haar kluis te plunderen, doet Lily zich voor als Gastons secretaresse Votier. Het is haar taak om het vertrouwen van Mariette voor zich te winnen. Ondanks dat ze een hekel heeft aan Mariette omdat Gaston veel interesse in haar toont, stelt ze zich vriendelijk op.
Op een gegeven moment wordt Gaston voorgesteld aan de sociale kring waarin Mariette zich bevindt. Filiba is er zeker van dat hij Gaston eerder heeft gezien en Giron maakt er geen geheim van dat hij denkt dat Gaston haar belazert. Gaston en Lily zijn bang ontmaskerd te worden door Filiba en pakken hun koffers om te vertrekken. Gaston brengt nog een bezoek aan Mariette en valt voor haar charmes. Nadat ze de liefde hebben bedreven, wordt Mariette gewaarschuwd door Filiba over Gaston, maar ze weigert te geloven dat haar geliefde een dief is.
Ondertussen realiseert Lily zich dat Gaston hun vertrek uitstelt om bij Mariette te zijn. In een razende bui steelt ze het geld uit de kluis en dreigt ze er in haar eentje vandoor te gaan. Nog diezelfde avond biecht Gaston op aan Mariette dat hij een dief is. Hij geeft toe dat het plan was om haar te beroven, maar dat hij tijdens dit proces verliefd op haar is geworden. Ze worden onderbroken door Lily, die aankondigt niets meer te maken te willen hebben met Gaston, voordat ze vertrekt met het geld. Na Lily's vertrek vertelt Gaston dat hij met haar mee zal gaan, maar tijdens zijn afscheid van Mariette verandert hij van gedachten. Hij steelt het geld terug van Lily en overhandigt het aan Mariette, waarna ze elkaar zoenen.

## Rolverdeling
| Acteur                | Personage             |
| --------------------- | --------------------- |
| Miriam Hopkins        | Lily                  |
| Kay Francis           | Madame Mariette Colet |
| Herbert Marshall      | Gaston Monescu        |
| Charles Ruggles       | De burgemeester       |
| Edward Everett Horton | François Filiba       |
| C. Aubrey Smith       | Adolph J. Giron       |
| Robert Greig          | Jacques               |

## Achtergrond
De bewerking van het Hongaars toneelstuk kende drie werktitels voordat het werd uitgebracht als Trouble in Paradise: The Honest Finder, Thieves and Lovers en The Golden Widow. De conservatieve Hays Code hield zich bezig met het scenario en drukte haar zorgen uit over de mogelijke karakteristieke weergave van de carabinieri. Lubitsch maakte het vervolgens zijn doel om de censuur te omzeilen zonder dat de boodschap verandert.
Voor de hoofdrol werd Cary Grant in overweging genomen. Lubitsch vond hem echter te jong en koos persoonlijk voor de 42-jarige Herbert Marshall en 33-jarige Kay Francis. Opmerkelijk is dat Miriam Hopkins de hoofdrol vertolkte, maar het laagste salaris van de drie ontving. De opnamen vonden plaats van juli tot en met september 1932, met een budget van $519.706.
Trouble in Paradise werd een groot succes en kreeg zeer lovende reacties van de pers en het publiek. Een bijgebleven recensie is een waarin een criticus de film 'net als kaviaar, maar dan smaakvoller' noemde. Volgens filmhistorici is de film van grote betekenis omdat hij immorele zaken als seks en geld handelt op nonchalante wijze. De luchtige en humoristische aanpak van seks en schandaal was in die tijd ongekend. Toen de filmkeuring in de Verenigde Staten in 1935 strenger werd gemaakt, werd de film er tot 1968 niet vertoond.
Ondanks de positieve recensies werd Trouble in Paradise niet genomineerd voor een prijs. Wel werd de film in 1991 geselecteerd voor de National Film Registry, waarvoor enkel films die 'cultureel, historisch of esthetisch opvallend' zijn in aanmerking komen.